# Turkowice Zakład
Turkowice Zakład – dawny przystanek osobowy kolejki wąskotorowej w Turkowicach, w gminie Werbkowice, w powiecie hrubieszowskim, w województwie lubelskim.